# 蚌埠公交119路

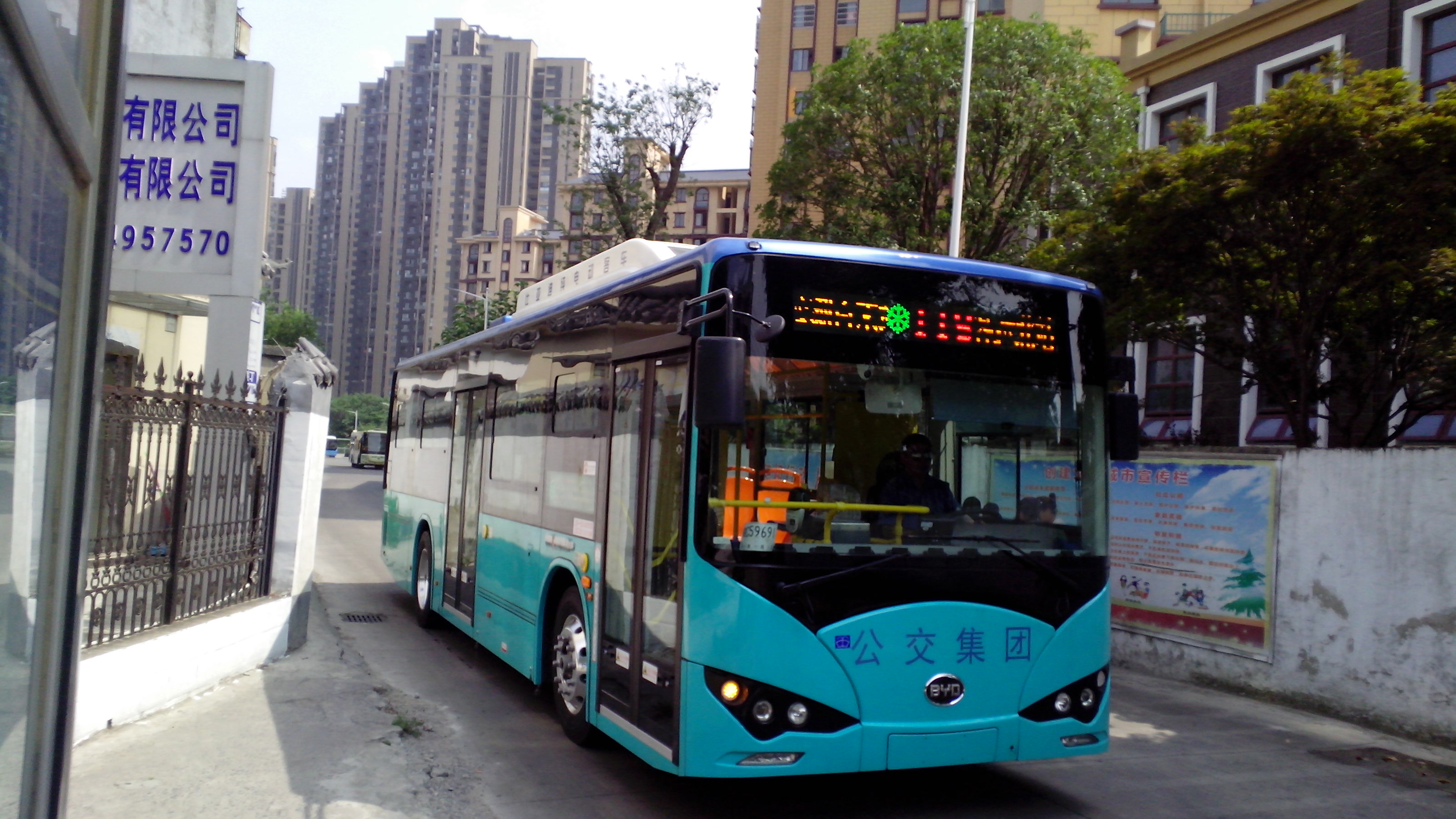
蚌埠公交119路由张公湖首末站开出

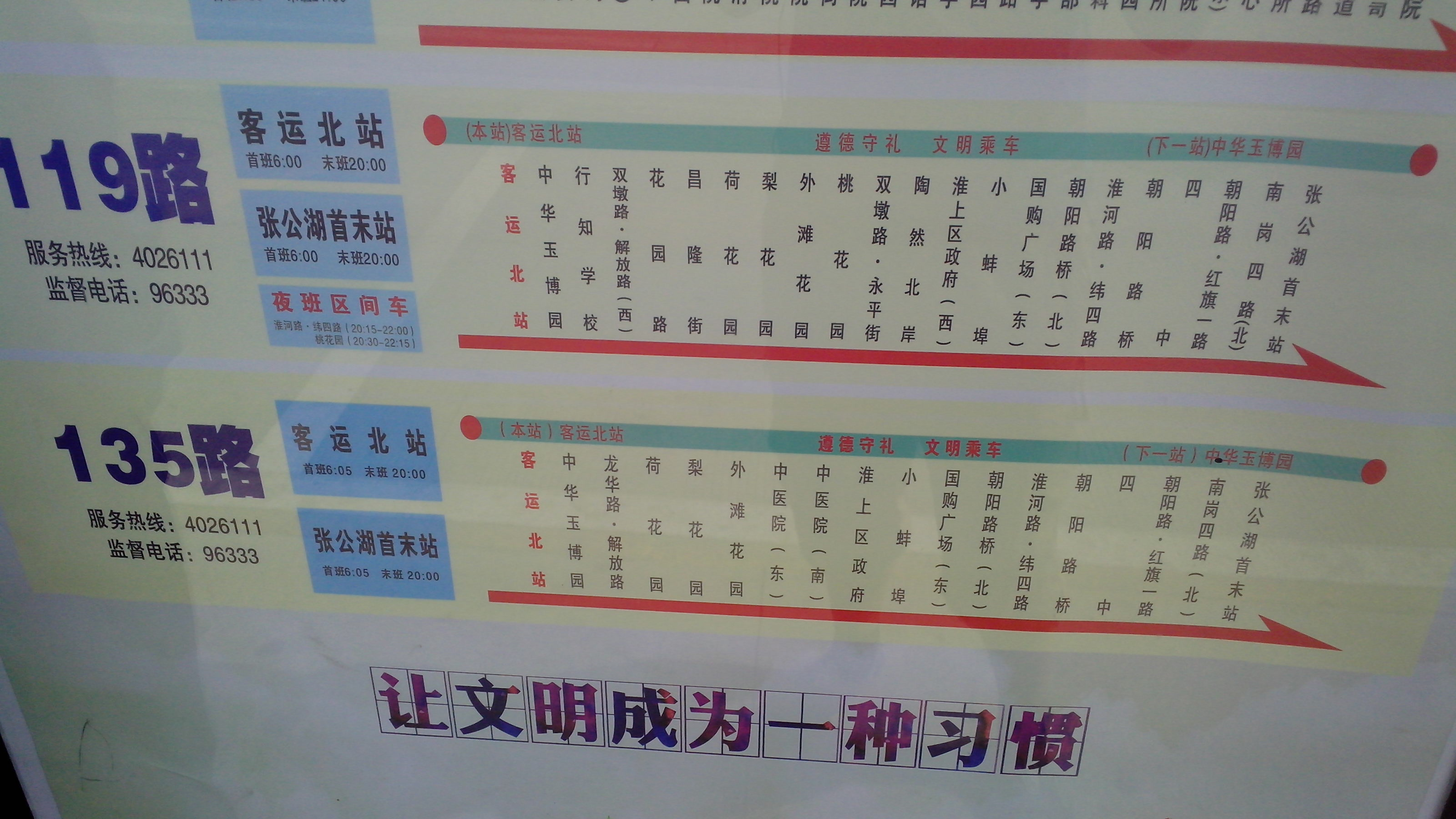
蚌埠公交119路与135路走向牌

蚌埠公交119路，是中国安徽省蚌埠市的一条公交线路，由张公湖首末站开往客运北站，由蚌埠市公共交通集团有限公司运营、管理，全线使用比亚迪K8A型纯电动空调车。

## 历史

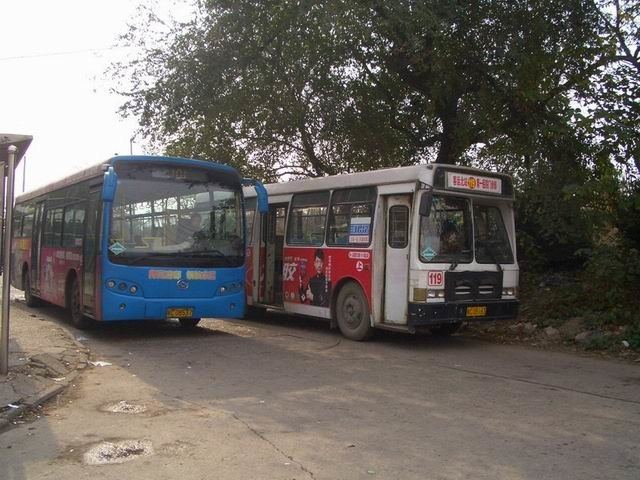
119路曾使用的长江客车
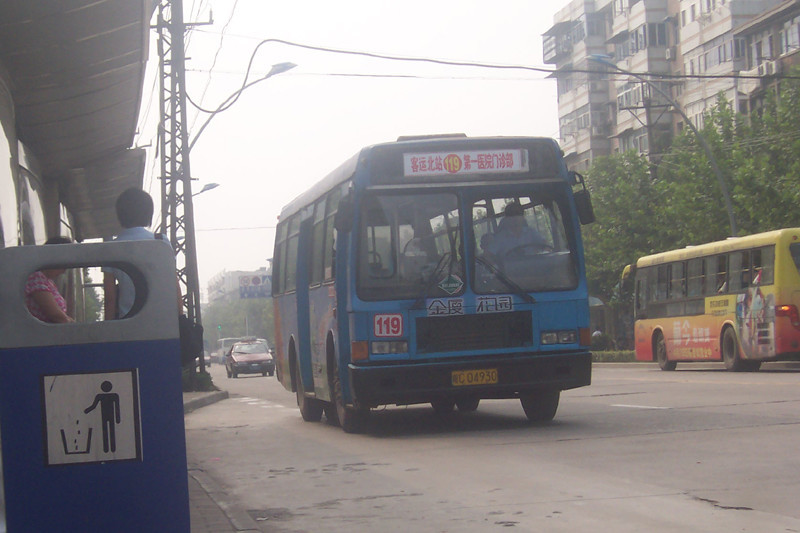
119路曾使用的长江客车
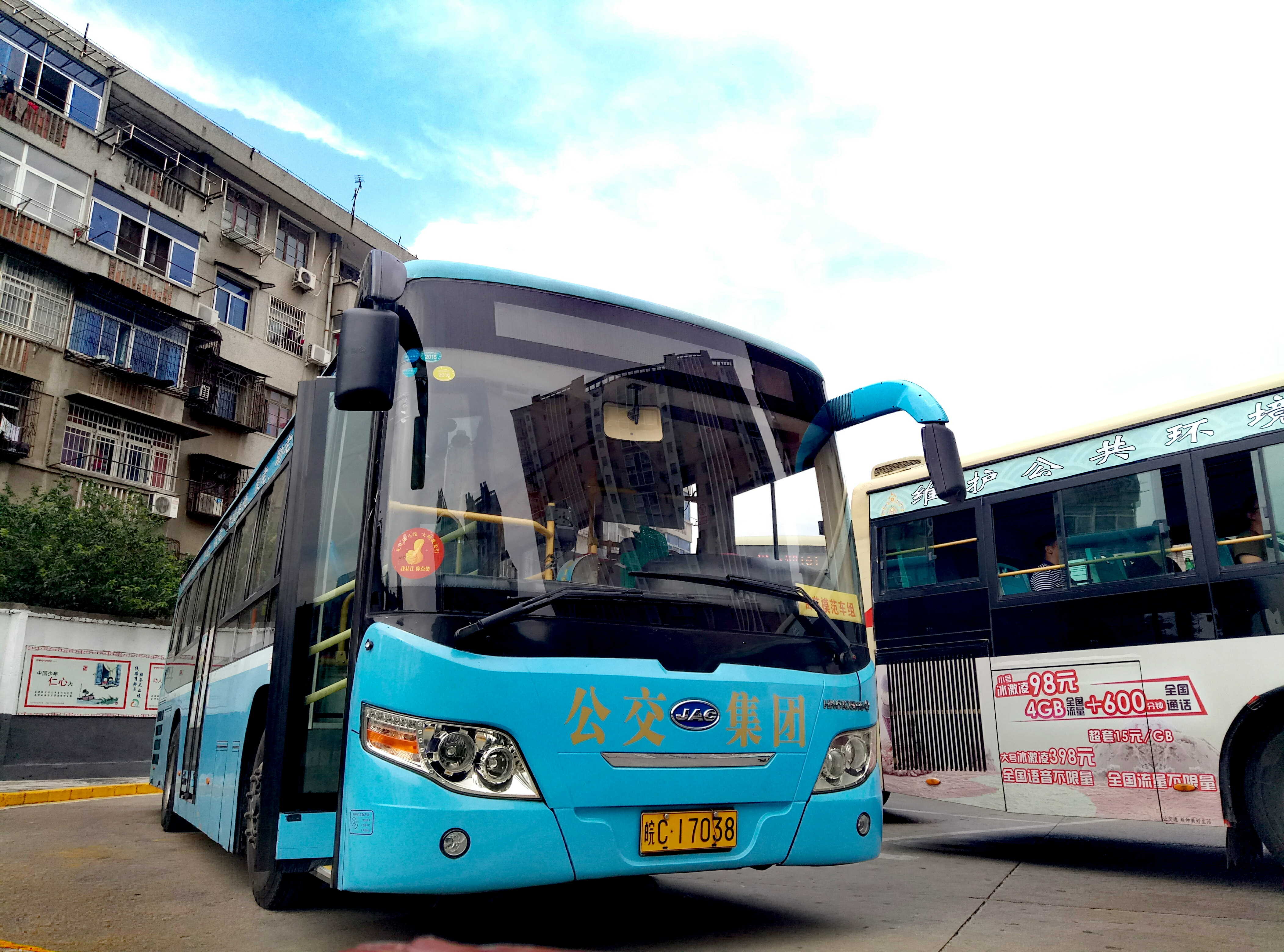
2010-2016年119路曾使用的江淮客车
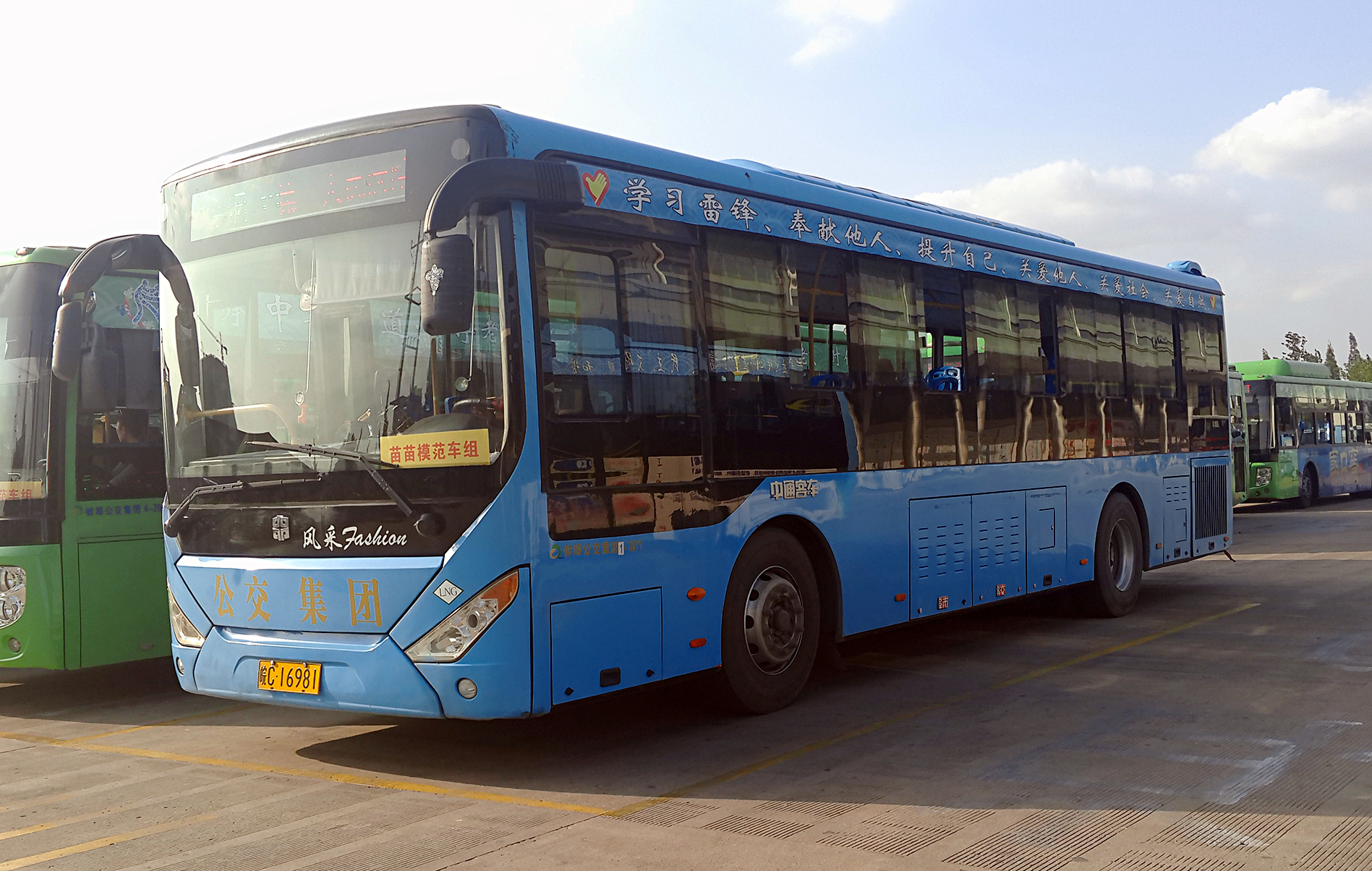
2010-2016年119路使用的中通天然气空调车
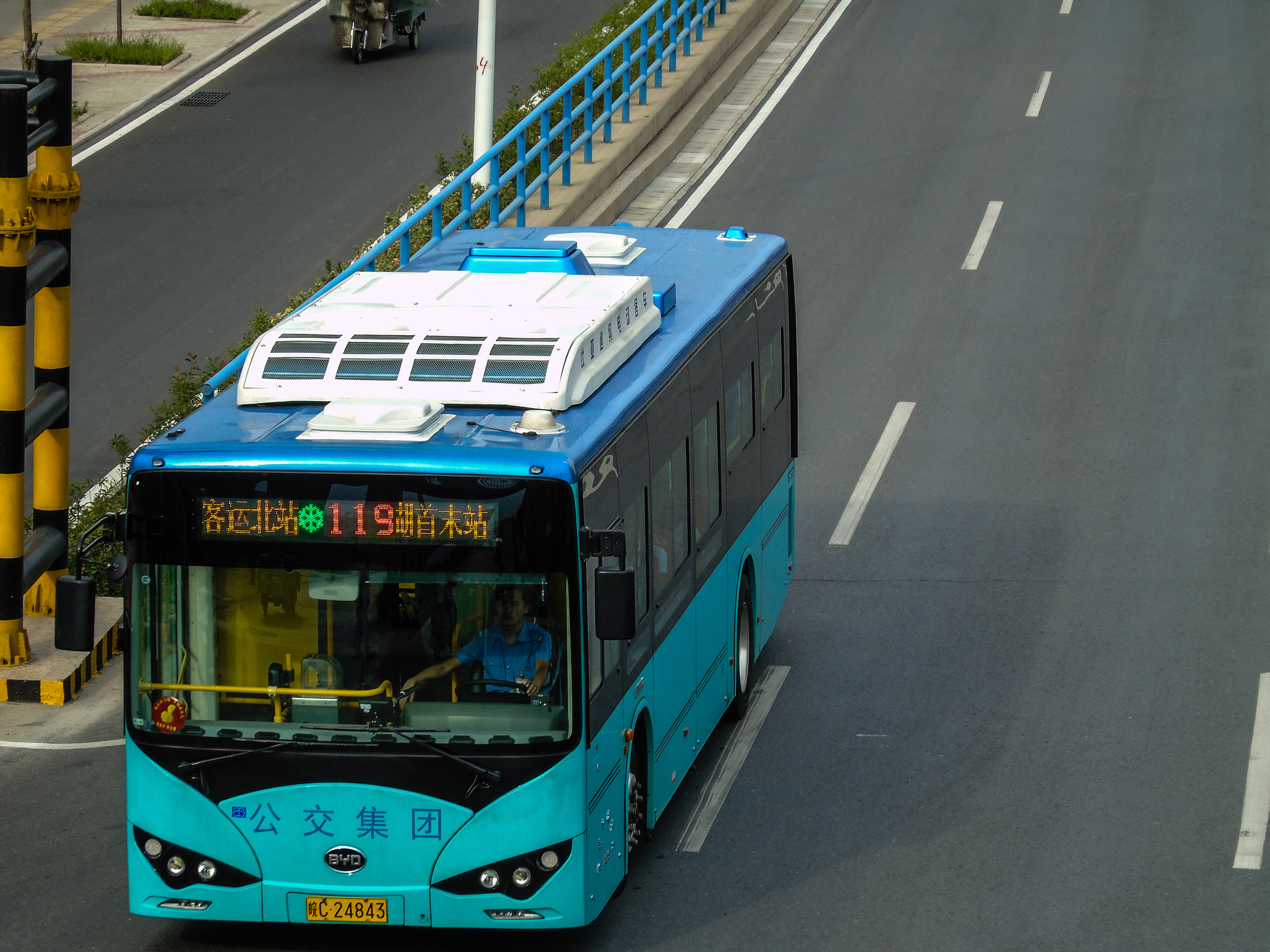
2017年新上线的119路比亚迪纯电动客车
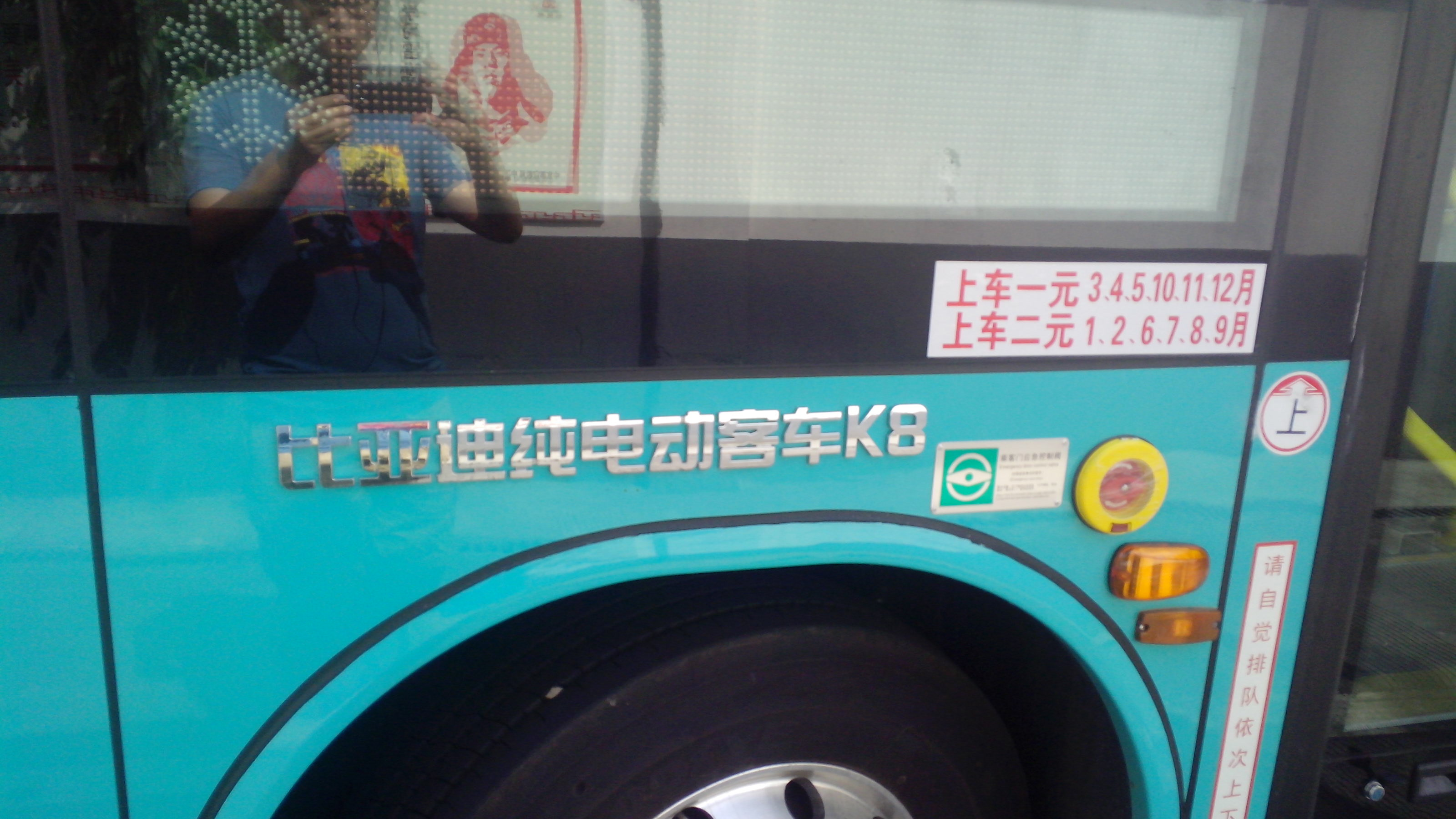
2017年新上线的119路比亚迪纯电动客车型号

- 2000年代，蚌埠公交公司开通了19路，是现119路的前身。
- 2005年，蚌埠公交公司实行公交改革，19路更名为119路，并使用全新长江客车。[2][3]
- 2013年，蚌埠公交集团开通了与该线路走向极其接近的135路，导致该对线路饱受争议。[4]
- 2010-2016年，随着淮上区迅猛发展，原有线路已无法满足淮上区的客运需求，蚌埠公交集团不断对该线路进行重新编制，最终该线路淮河以北部分形成淮上区政府-桃花园-梨花园-荷花园-淮畔花都-义乌商贸城的大致走向。与此同时，为方便淮上区乘客乘车，公交集团为119路增大了运力，并报废柴油长江客车，逐渐替换为天然气空调客车。[5][6][7][8]
- 2017年7月，蚌埠公交集团购置五百台比亚迪纯电动客车，其中约20台投入119路运营。[9][10][11]

## 站点

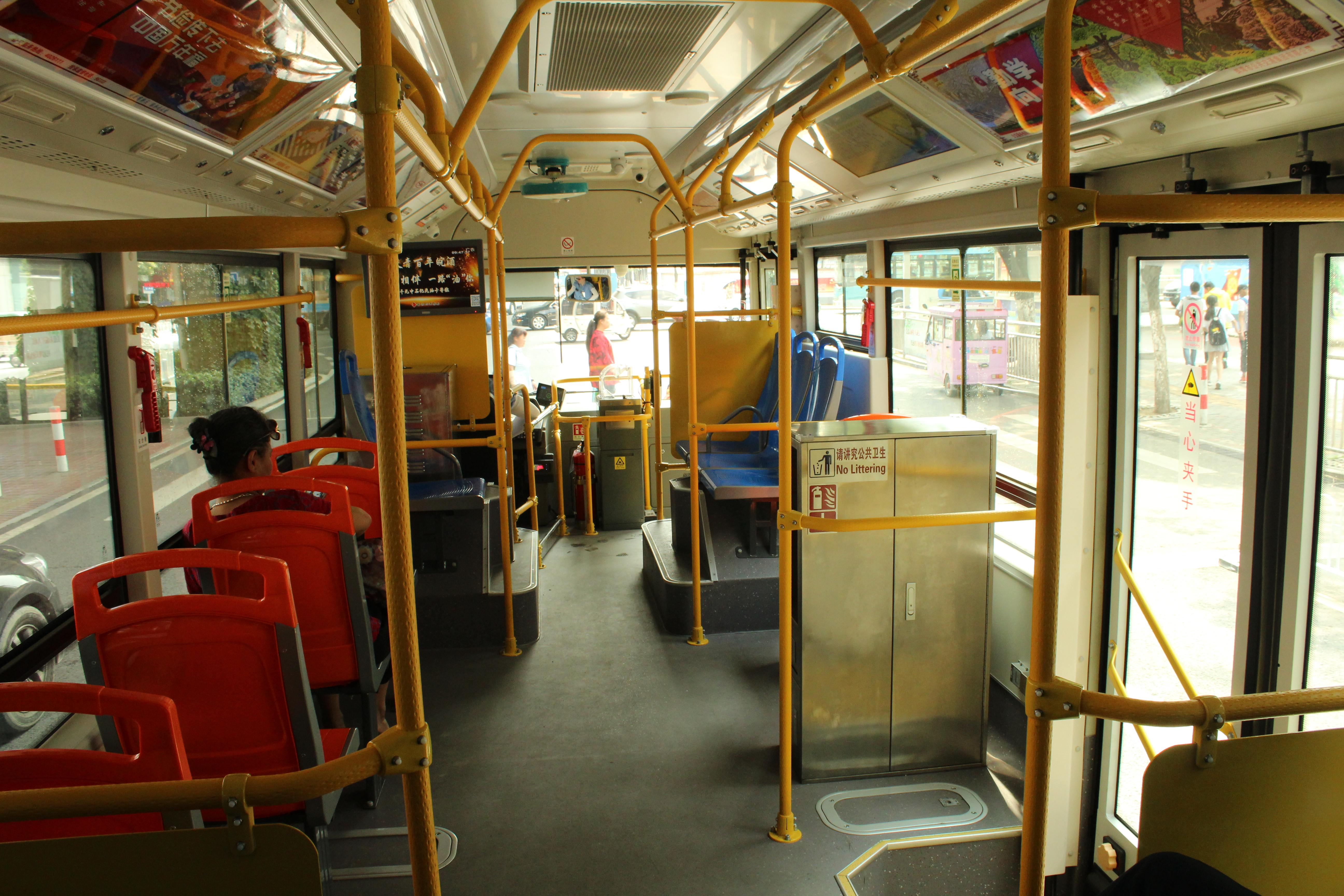
蚌埠公交119路比亚迪K8内饰

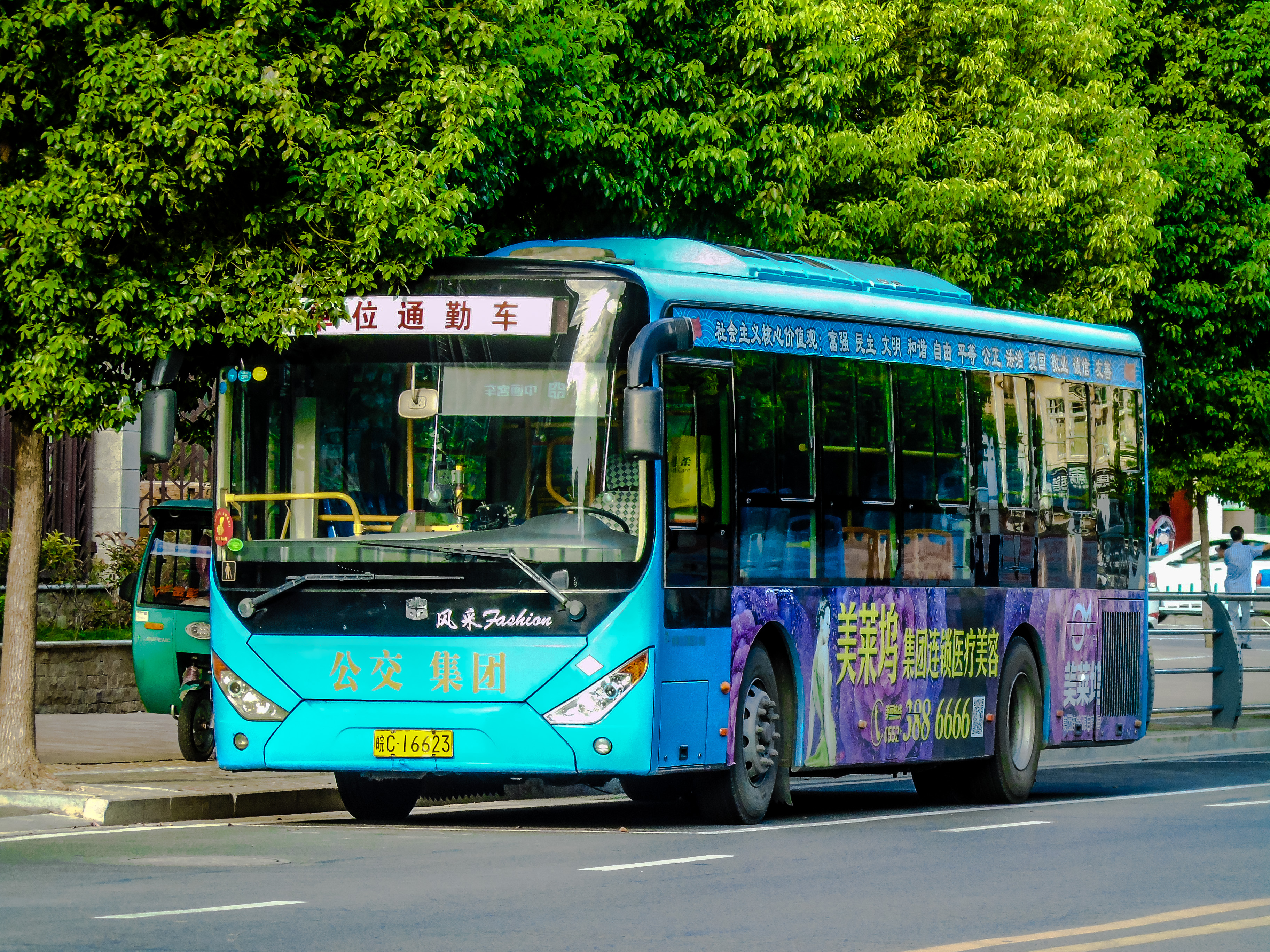
蚌埠公交119路退役车辆现为通勤车

### 途经站
- 往客运北站 ： 张公湖 - 第一人民医院门诊部 - 南岗四路 - 朝阳路第一小学 - 朝阳路·红旗一路 - 四中 - 朝阳路桥 - 淮河路·纬四路 - 朝阳路桥北 - 蚌埠国购广场 - 小蚌埠镇 - 淮上区政府西 - 陶然北岸 - 双墩路·政府西路 - 桃花园 - 外滩花园 - 梨花园 - 荷花园 - 昌隆街 - 花园路 - 双墩路·解放路 - 行知学校 - 中华玉博园 - 客运北站
- 往桃花园（夜班车）（与135相同）：淮河路·纬四路（客运西站）- 朝阳路桥北 - 小蚌埠 - 淮上区政府 - 陶然北岸 - 双墩路·政府西路 - 桃花园
- 往张公湖 ： 客运北站 - 中华玉博园 - 行知学校 - 双墩路·解放路 - 花园路 - 昌隆街 - 荷花园 - 梨花园 - 外滩花园 - 桃花园 - 双墩路·政府西路 - 陶然北岸 - 淮上区政府西 - 小蚌埠镇 - 蚌埠国购广场 - 淮河路·纬四路 - 朝阳路桥 - 四中 - 朝阳路·红旗一路 - 朝阳路第一小学 - 南岗四路 - 第一人民医院门诊部 - 张公湖
- 往淮河路·纬四路（客运西站）（夜班车）（与135相同）：桃花园 - 双墩路·政府西路 - 陶然北岸 - 淮上区政府 - 小蚌埠 - 朝阳路桥北 - 淮河路·纬四路（客运西站）

### 换乘站
以下内容均统计自：蚌埠市公共交通集团有限公司营运线路一览表
- 张公湖首末站（第一人民医院门诊部）：102路,104路,111路,120路,121路,135路（单边）,150路,城际公交302路
- 南岗四路北（单边）:101路，135路（单边）,136路
- 朝阳路·红旗一路:103路,104路,126路,135路,136路,环线1路
- 四中（单边）:101路,103路,104路,126路,135路,136路,环线1路
- 朝阳路桥:102路，106路，108路，116路，135路
- 淮河路·纬四路:105路，110路，102路,128路,135路
- 朝阳路桥（北）:125路,126路,135路,136路,201路，202路
- 国购广场（东）:125路,126路,135路,201路
- 小蚌埠:135路,136路,202路
- 外滩花园:135路,202路,205路
- 梨花园:135路,202路,205路
- 荷花园:202路,204路,205路
- 昌隆街:120路,204路,205路
- 花园路:112路(单边),202路
- 双墩路·解放路:120路，127路
- 行知学校:111路,135路（单边）,205路
- 中华玉博园:109路,111路,135路,205路，218路
- 客运北站:109路,111路,135路,205路,218路

## 票价
- 未持卡乘客普通车投币1元，空调车投币2元。
- 持普通电子钱包卡普通车0.9元/次，空调车1.8元/次。
- 持学生月票卡普通车0.18元/次，成人卡0.36元/次，空调车加1元。
- 持老人卡、拥军卡、爱心卡的乘客免费乘车。[14]

## 资料来源
1. ↑  .   [2017-07-03]. （原始内容存档于2017-08-02）.
2. ↑  .   [2017-08-20]. （原始内容存档于2020-10-31）.
3. ↑  .   [2017-08-20]. （原始内容存档于2019-07-24）.
4. ↑  135路跨河公交开通 与119路并线并站 2013-08-28[永久]
5. ↑  .   [2017-07-03]. （原始内容存档于2014-08-06）.
6. ↑  蚌埠市多条公交线路有“大动作” 2013[永久]
7. ↑  蚌埠公交119路126路135路调线 市民出行请留意站台信息 2015[]
8. ↑  蚌埠119、135路公交车调整部分走向 2016-07-05[永久]
9. ↑  .   [2017-07-03]. （原始内容存档于2019-07-23）.
10. ↑  .   [2017-07-03]. （原始内容存档于2017-07-31）.
11. ↑  .   [2017-07-03]. （原始内容存档于2017-07-31）.
12. ↑  .   [2017-07-03]. （原始内容存档于2017-07-08）.
13. ↑  .   [2017-07-03]. （原始内容存档于2019-01-06）.
14. ↑  .   [2017-07-03]. （原始内容存档于2018-03-09）.